# Calau
Calau (Lower Sorbian: Kalawa) là một đô thị thuộc huyện Oberspreewald-Lausitz, bang Brandenburg, Đức.